# Marshall B. Webb

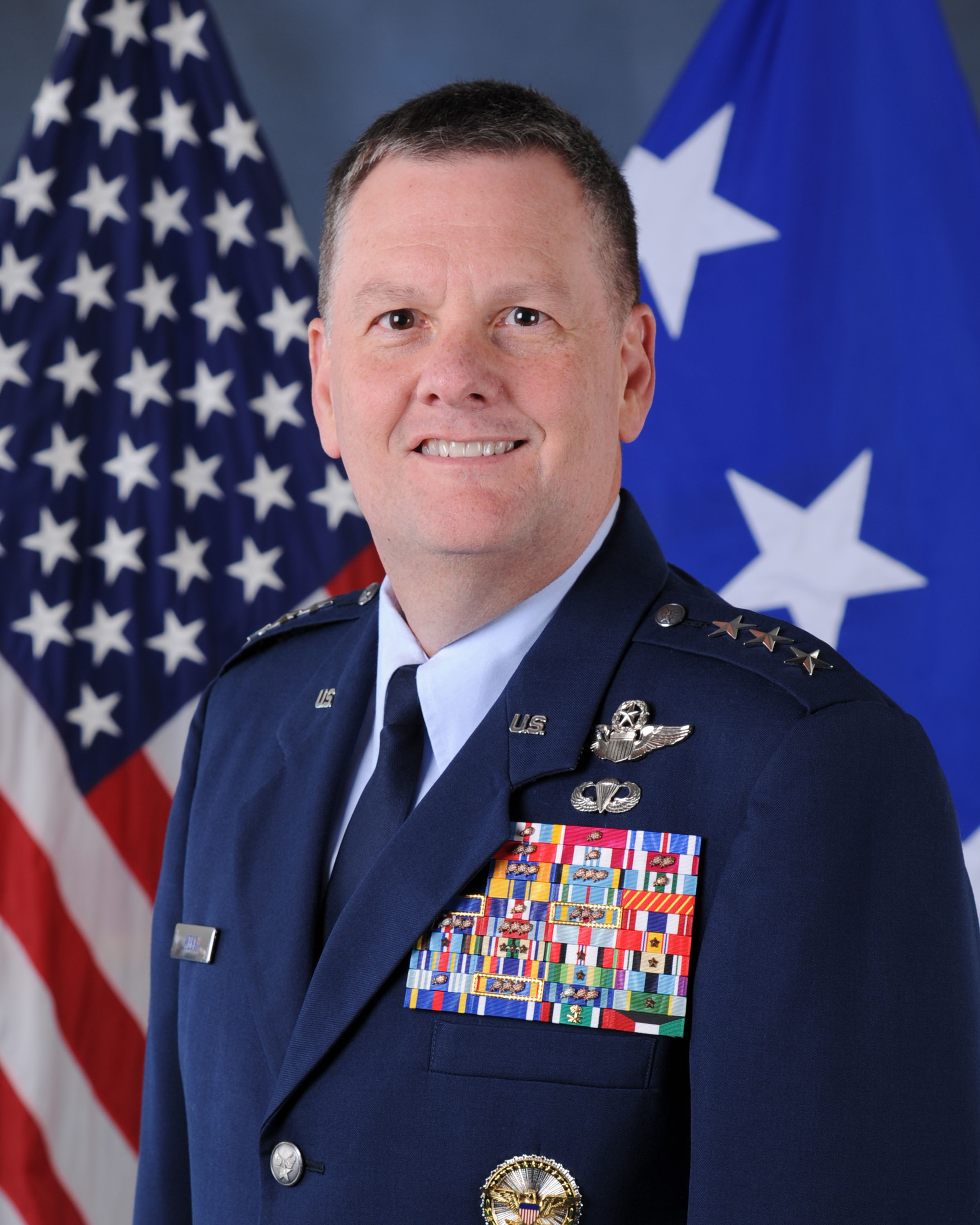
Marshall Webb (2014)

Marshall Bradley „Brad“ Webb (* 27. November 1961) ist ein pensionierter Generalleutnant der United States Air Force (USAF). Er war zwischen August 2014 und Juli 2016 Befehlshaber der NATO Special Operations Headquarters (NSHQ) in Mons, Belgien. Danach kommandierte er zwischen 2016 und 2019 den Air Force Special Operations Command und zuletzt bis zu seiner Pensionierung im Mai 2022 das Air Education and Training Command.
Eine gewisse mediale Bekanntheit erlangte Webb in seiner Funktion als stellvertretender Kommandierender General des United States Joint Special Operations Command (JSOC), die er zwischen 2010 und 2012 ausübte. Ein 2011 entstandenes, weltweit verbreitetes Foto (siehe Situation Room) zeigt ihn mit US-Präsident Barack Obama und Mitgliedern des National Security Council im Situation Room des Weißen Hauses während der Beobachtung der Operation Neptune Spear, die die Tötung Osama bin Ladens zum Ziel hatte.

## Ausbildung
Webb schloss 1984 ein Studium an der U.S. Air Force Academy in Colorado Springs mit einem Bachelor in Biologie ab. Seine weitere Ausbildung umfasst unter anderem Masterabschlüsse in Internationalen Beziehungen von der Troy State University (1994) und in National Security Strategy vom National War College (2004). Als Pilot kam Webb während seiner Laufbahn auf über 3.700 Flugstunden auf den Mustern MH-53 H/J/M, CV-22B, UH-1 H/N und MC-130 H/P.

## Militärische Laufbahn
Webb wurde von Juli 1984 bis Juli 1985 auf Fort Rucker und der Kurtland AFB zum Helikopterpiloten ausgebildet. Von August 1985 bis November 1987 diente er im 40th Aerospace Rescue and Recovery Squadron. Er wurde daraufhin bis Juli 1994 zum 20th Special Operations Squadron versetzt. Seine nächste Station war für drei Jahre die 352nd Special Operations Group. Webb studierte daraufhin von Juli 1998 bis September 1998 auf dem Air Command and Staff College und Armed Forces Staff College. Von September 1998 bis September 2000 war er Action Officer, Strategic Plans and Policy am Hauptquartier des JSOC. Darauf folgte von September 200 bis Juni 2003 Assistant Operations Officer, Operations Officer und Kommandeur des 20th Special Operations Squadron. Es folgte ein weiteres Studium am National War College, welches von August 2003 bis Juni 2004 dauerte. Vom Juni 2004 war er für ein Jahr stellvertretender Direktor, zuständig für den Nördlichen Golf beim Office of the Under Secretary of Defense for Policy, Near Eastern and South Asian Affairs. Als Nächstes war Webb Kommandeur der 352nd Special Operations Group und Joint Special Operations Air Component auf der RAF Mildenhall. Es folgte die Kommandantur von Juli 2007 bis November 2008 beim 1st Special Operations Wing. Während dieser Kommandantur wurde er auch für kurze Zeit für Januar und Februar 2008 Kommandeur des Joint Special Operations Air Component, Special Operations Command Central. Als letzte Station vor der Generalität war er von November 2008 bis April 2009 Special Assistant to the Commander am Hauptquartier des Air Force Special Operations Command.

### Dienst im Generalsrang

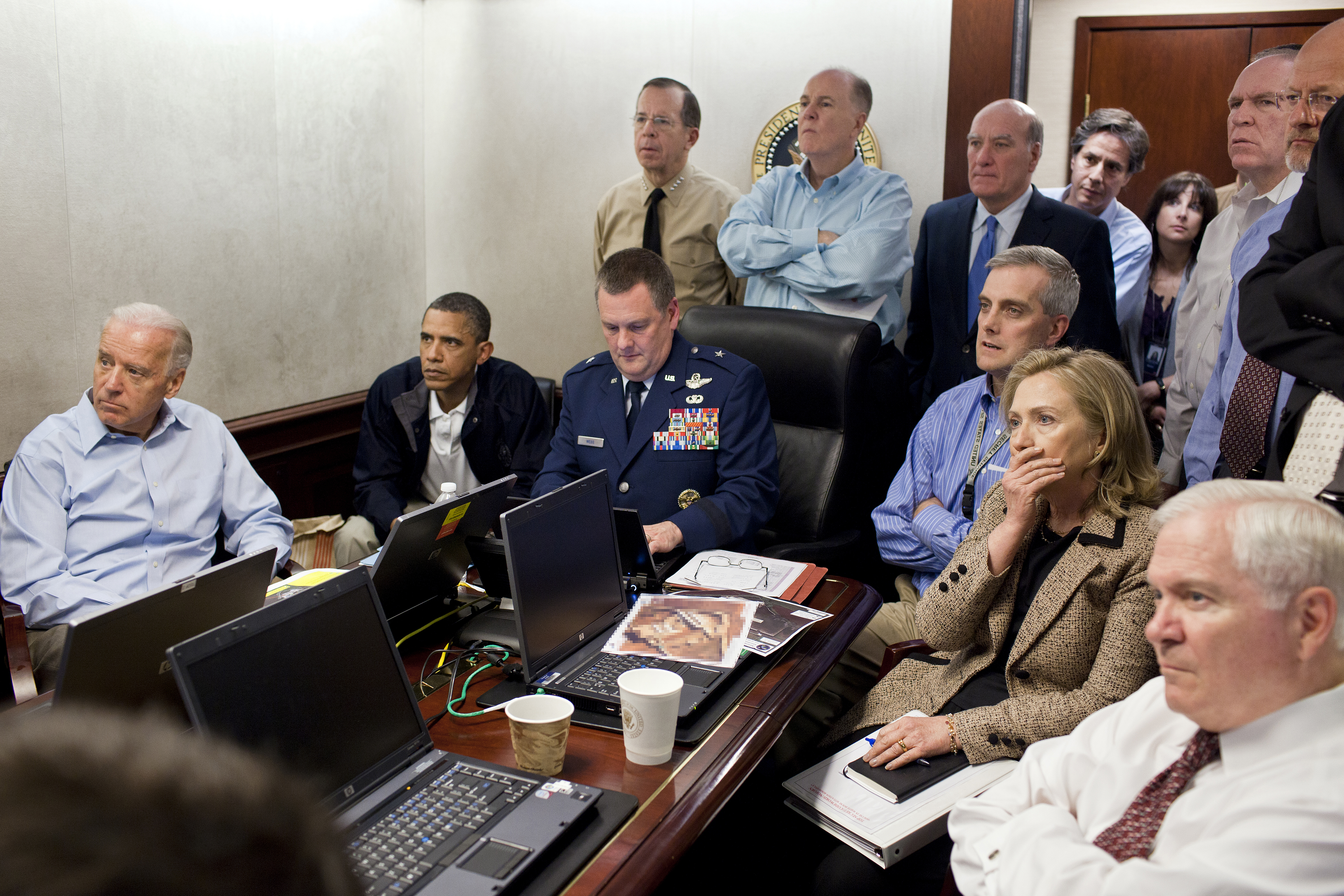
Vorne links sitzend: US-Vizepräsident Joe Biden, Präsident Obama und Webb mit Mitgliedern des National Security Council im Situation Room während der Operation Neptune Spear, 1. Mai 2011

Von April 2009 an diente Webb als Commander 23rd Air Force und Director of Operations im Hauptquartier des Air Force Special Operations Command, Hurlburt Field, Florida, wo er im Dezember desselben Jahres zum Brigadegeneral befördert wurde. Es folgte zwischen Juli 2010 und Juli 2012 eine Verwendung als Assistant Commanding General im Joint Special Operations Command, Fort Bragg, North Carolina.
Im Juli 2012 übernahm er wiederum im Air Force Special Operations Command, Hurlburt Field, die Position des Director Plans, Programs, Requirements and Assessments. Von Juli 2013 an unter Beförderung zum Generalmajor war er für ein Jahr Kommandeur des Commander Special Operations Command Europe in Stuttgart-Vaihingen. Seit August 2014 bis Juli 2016 führte Webb im Range eines Generalleutnants den Befehl über die NSHQ im belgischen Mons. Es folgten die in der Einleitung bereits erwähnten Kommandos bis zu seiner Pensionierung im Mai 2022.

## Familie
Marshall Webb ist verheiratet mit Dawna Webb, gemeinsam haben sie zwei Kinder.

## Beförderungen
| Rang               | Datum            |
| ------------------ | ---------------- |
| Second Lieutenant  | 30. Mai 1984     |
| First Lieutenant   | 30. Mai 1986     |
| Captain            | 30. Mai 1988     |
| Major              | 1. April 1996    |
| Lieutenant Colonel | 1. Mai 2000      |
| Colonel            | 1. Juli 2005     |
| Brigadier General  | 4. Dezember 2009 |
| Major General      | 2. August 2013   |
| Lieutenant General | 28. August 2014  |

## Auszeichnungen
Auswahl der Dekorationen, sortiert in Anlehnung an die Order of Precedence of Military Awards:
- Defense Superior Service Medal
- Legion of Merit mit bronzenem Eichenlaub
- Distinguished Flying Cross
- Bronze Star mit zweifachem bronzenen Eichenlaub
- Defense Meritorious Service Medal mit bronzenem Eichenlaub
- Meritorious Service Medal mit zweifachem bronzenen Eichenlaub
- Air Medal mit dreifachem bronzenen Eichenlaub
- Aerial Achievement Medal mit dreifachem bronzenen Eichenlaub
- Joint Service Commendation Medal mit bronzenem Eichenlaub
- Air Force Commendation Medal
- Joint Service Achievement Medal
- Air Force Combat Action Medal
- Presidential Unit Citation
- Gallant Unit Citation mit bronzenem Eichenlaub
- Joint Meritorious Unit Award mit dreifachem bronzenen Eichenlaub
- Air Force Meritorious Unit Award
- Air Force Outstanding Unit Award mit zweifachem bronzenen Eichenlaub
- Combat Readiness Medal mit dreifachem bronzenen Eichenlaub
- Air Force Recognition Ribbon
- National Defense Service Medal mit zwei bronzenen Service Stars
- Armed Forces Expeditionary Medal mit bronzenem Service Star
- Southwest Asia Service Medal mit drei bronzenen Service Stars
- Afghanistan Campaign Medal mit bronzenem Service Star
- Iraq Campaign Medal mit bronzenem Service Star
- Global War on Terrorism Expeditionary Medal
- Global War on Terrorism Service Medal
- Armed Forces Service Medal mit bronzenem Service Star
- Humanitarian Service Medal
- NATO-Medaille für den Einsatz in Jugoslawien
- Kuwait Liberation Medal (Saudi-Arabien)
- Kuwait Liberation Medal (Kuwait)

1996 wurde Webb außerdem mit dem Cheney Award ausgezeichnet, der seit 1927 jährlich an einen Piloten für besondere Tapferkeit während eines humanitären Einsatzes verliehen wird.